# 小暮紀一
小暮 紀一（こぐれ のりかず、1966年 - ）は、日本のガラス工芸作家。千葉県出身。武蔵野美術大学造形学部工芸工業デザイン科及び富山ガラス造形研究所卒業。学位は学士（芸術学）（武蔵野美術大学・1990年）。妻の林裕子も同じくガラス作家。著作に『家庭ガラス工房 トンボ玉』（ほるぷ出版）。

## 経歴
武蔵野美術大学工芸工業デザイン科で工芸デザインを学び、卒業後の1992年、富山市立市民学園 富山ガラス造形研究所入学、1994年卒業。
その後富山市内に工房『蜻蛉玉 丙午（とんぼだま　へいご）』を設立、作家活動を開始する。2002年より隔年で武蔵野美術大学工芸工業デザイン科の特別講師を2010年まで務めた。
富山ガラス造形研究所在学中からトンボ玉の制作を始め、同時期にガラス作家・松島巌との出会いからコアガラスの制作に入る。現在はトンボ玉及びコアガラスの両分野において最も活動するガラス作家の一人である。また、この分野の技術・技法の普及にも熱心で、多くの講習会やデモンストレーション・ワークショップを開催している。2006年に『家庭ガラス工房 トンボ玉』（ほるぷ出版）著作。本の内容を忠実に再現したDVD（Ａ3インターナショナル）も存在する。

### 活動
作品展は主に、全国の有名百貨店（三越伊勢丹・髙島屋・阪急・阪神・近鉄・福屋・大丸・大和・松坂屋）
及び銀座など大都市のギャラリーなどで、個人及び妻・林裕子との夫婦展が年10回ほどのペースで催されている。また富山県富山市の工房では毎週ガラス教室を、連休などには数日間のワークショップを開催している。工房近辺の観光地化に伴い予約制のトンボ玉体験教室も開催され、富山市が推奨するガラス文化の拡散に貢献している。　　

### 備考
この分野の作家としては珍しく人前に出ることが多い。
活動初期の各地百貨店での催事に於ける実演販売、JLF、GAS及びISGBなど国内外の様々なガラスイベントでのデモンストレーションや講習会、さらにテレビ東京「TVチャンピオンガラスアート王選手権」出演など、その活動は多岐にわたる。
しかしその露出の多さから、伝統的に秘密とされてきた技術の漏洩を嫌う人々も少なからず存在するが、
そんな意見を完全に無視して刊行した『家庭ガラス工房 トンボ玉』（ほるぷ出版）は発売後3年で2万部を売上げた。

## 作品リスト
出版物
- 世界のとんぼ玉（1997年 里文出版）ISBN 978-4947546968
- きらめくビーズ（2002年 里文出版）ISBN 978-4898063002
- CONTEMPORARY LAMPWORKING （2002年 SALSA GLASSWORKS）ISBN 978-0965897211
- きらめくビーズ 改訂新版（2004年 里文出版）
- 1000 Glass Beads（2004年 Sterling Pub Co Inc ）ISBN 978-1579904586
- 月間美術 8月号（2004年 実業之日本社）
- 100 LAMPWORKERS （2006年 ビショップ）ISBN 978-4990328306
- The Masters: Glass Beads: Major Works by Leading Artists （2008年 Lark Books）ISBN 978-1579909246
- 創作市場44号 とんぼ玉に遊ぶ2 （2009年 マリア書房）ISBN 978-4895116442
- CONTEMPORARY LAMPWORKING vol.III （2010年 SALSA GLASSWORKS）ISBN 978-0965897235
- 和樂 6月号 （2010年 小学館）

著作
- 家庭ガラス工房 トンボ玉（2006年 ほるぷ出版）ISBN 978-4593595051